# Oggetti non stellari nella costellazione del Dragone
Principali oggetti non stellari visibili nella costellazione del Dragone.

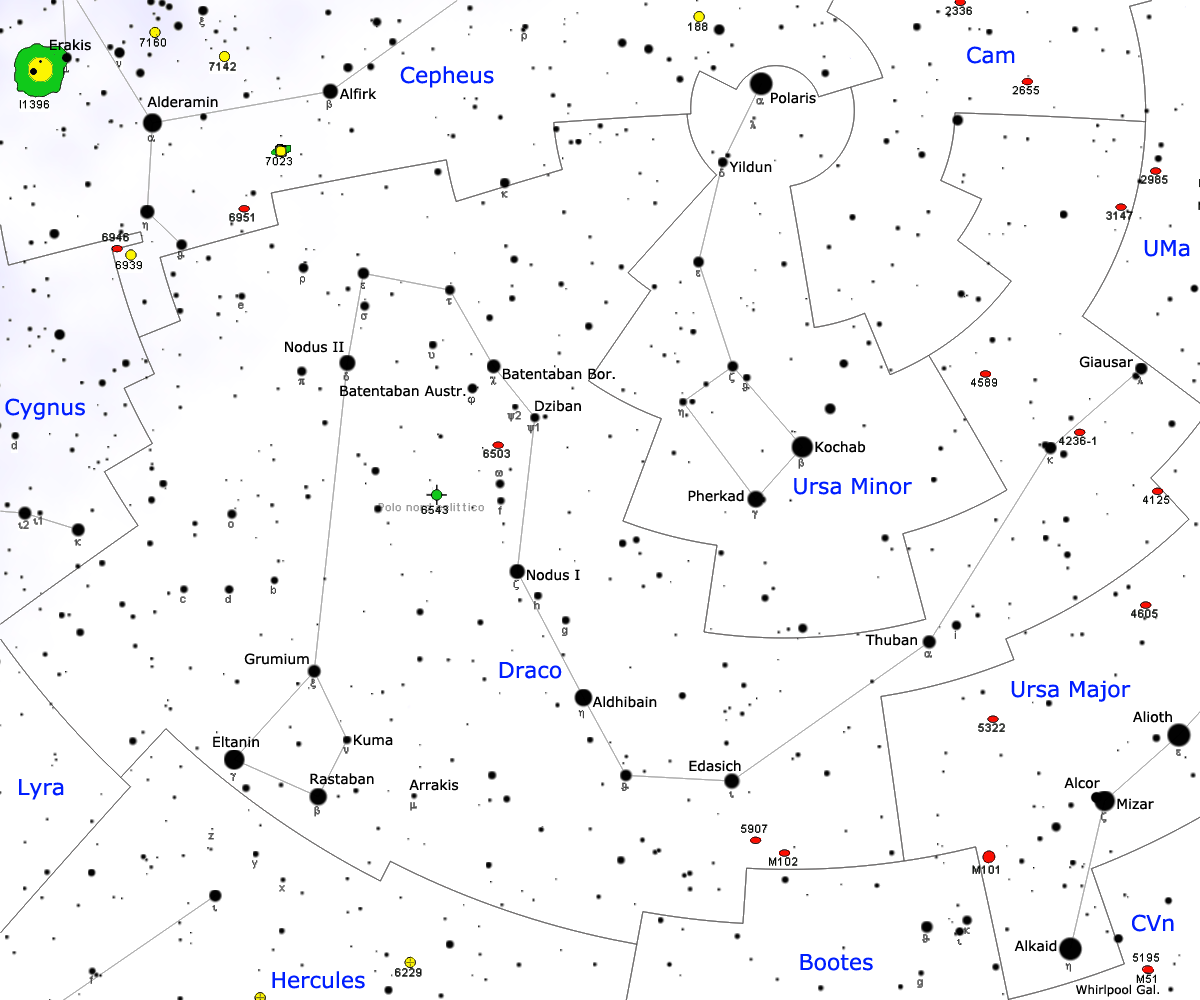
Mappa della costellazione del Dragone.

## Nebulose planetarie
- NGC 6543

## Nebulose diffuse
- Integrated Flux Nebulae

## Galassie
- 1ES 1927+654 Lenticolare di tipo Seyfert
- CGCG 275-022
- Galassia Girino
- Galassia Nana del Drago
- Markarian 1498
- NGC 3147
- NGC 4125
- NGC 4236
- NGC 4589
- NGC 5866
- NGC 5907
- NGC 6503
- NGC 6538
- NGC 6643
- NGC 6654
- NGC 6654A
- PGC 39058

## Ammassi e superammassi di galassie
- Abell 2218
- Superammasso del Dragone
- Superammasso del Dragone-Orsa Maggiore
- Superammasso DXS1/DXS5
- ZwCl 1358+6245